# Oblast de Voronej
O oblast de Voronej ou, aportuguesando, Voroneje (russo:  Воро́нежская о́бласть, tr. Vorónejskaia óblast) é uma divisão federal da Federação da Rússia. O seu centro administrativo é a cidade de Voronej. De acordo com o censo populacional de 2010, tinha uma população de 2 335 380 habitantes em 2010.

## Personalidades
- Pavel Tcherenkov (1904–1990), Prémio Nobel de Física de 1958